# Mike Wallace (journaliste)
Pour les articles homonymes, voir Mike Wallace et Wallace.
Mike Wallace, né le 9 mai 1918 à Brookline, Massachusetts et mort le 7 avril 2012 à New Canaan, Connecticut, est un journaliste, animateur de jeu télévisé et acteur américain. Durant sa carrière de plus de soixante ans, il mena les interviews d'un grand nombre de personnalités publiques, politiques et médiatiques aux États-Unis.

## Biographie

### Jeunesse
Il naît le 9 mai 1918 à Brookline dans le Massachusetts au sein d'une famille juive d'origine russe sous le nom de Myron Leon Wallace.
Il effectue ses études secondaires au Brooklin High School d'où il sort diplômé en 1935 avant de les poursuivre à l'Université du Michigan où il obtient un Bachelor en Arts en 1939. C'est au sein de l'université que Mike Wallace commence sa carrière journalistique à l'âge de 21 ans. Il fait ses premiers pas dans l'émission quiz radiophonique Information Please. À la suite de cette première expérience, il multiplie les emplois dans d'autres stations de radio où il travaille comme présentateur, annonceur et animateur indépendant.
Pendant la Seconde Guerre mondiale, Wallace s'enrôle dans la United States Navy et sert comme agent de communication sur le sous-marin USS Anthedon. Il n'est témoin d'aucun combat, mais sillonne le Pacifique de Hawaï à l'Australie, en passant par les Philippines (Subic Bay), et participe à des patrouilles dans la Mer de Chine, au large des Philippines et au sud du Japon. Wallace rentre aux États-Unis après avoir été démobilisé en 1946.

### Carrière journalistique
Mike Wallace revient à Chicago où il a travaillé comme animateur indépendant avant la guerre. À la fin des années 1940, il poursuit sa carrière radiophonique et s'emploie comme annonceur pour CBS radio network.
Dans les années 1950, il est animateur de jeux télévisés comme The Big Surprise, Who's the Boss? and Who Pays?.
C'est à cette époque que débutent ses premières interviews qui deviendront peu à peu sa marque de fabrique. Il anime deux programmes de fin de soirée consacrés à l'interview de personnalités : Night Beat (diffusé à New York de 1955 à 1957) et The Mike Wallace Interview (diffusé sur ABC de 1957 à 1958).
Le 23 juin 1957, dans le cadre de l'émission The Mike Wallace Interview, il interviewe Samuel David Hawkins, un ancien G.I. fait prisonnier par les Chinois pendant la Guerre de Corée, ayant vécu 42 mois en Chine où il a été témoin de dérives du régime maoïste. Il réalise également un entretien avec une légende d'Hollywood Gloria Swanson  qui avait tourné quelques années plus tôt le légendaire film Sunset Boulevard.
Au cours des années 1960, Mike Wallace est remarqué et embauché par le producteur, réalisateur et scénariste Don Hewitt pour former l'équipe du magazine d'information 60 Minutes (produit par CBS News et diffusé par CBS) dont il est un des premiers correspondants. Pour Wallace, le lancement de l'émission en 1968 marque le début d'une carrière longue de plus de trente-cinq ans.
Réputé pour ses interviews intransigeantes, Mike Wallace devient le journaliste vedette de 60 Minutes et interroge de nombreuses célébrités. Ainsi, des dirigeants internationaux tels que John F. Kennedy, Lyndon Johnson, Ronald Reagan, Jimmy Carter, Yasser Arafat, Mohammad Reza Pahlavi, l'ayatollah  Khomeini, Mahmoud Ahmadinejad, Vladimir Poutine, de même que des personnalités politiques et des artistes comme Malcolm X, John Ehrlichman, Maria Callas (1974), Léonard Bernstein, Tina Turner, Salvador Dalí, Barbra Streisand, Janis Joplin, Roger Clemens, Ayn Rand et Mitt Romney, sont soumis aux questions et aux commentaires d'une personnalité que Jeff Fager, président de CBS News, qualifie de « drôle et féroce ». Par ailleurs, Wallace admire profondément Martin Luther King avec qui il a eu l'occasion de voyager.
Fidèle à sa devise : « il n'existe pas de questions indiscrètes », sa carrière d'animateur est jalonnée de commentaires poussés et de remarques caustiques, parfois sources d'incidents. En 1979, il n'hésite pas à  lancer à l'ayatollah Khomeini que le président égyptien Anouar el-Sadate l'a traité de « lunatique ». Le dignitaire religieux, d'abord surpris, réplique en traitant son détracteur d'« hérétique ».
En 1991, il décontenance Barbra Streisand en revenant sur ses longues années de thérapie, ce qui pousse la chanteuse aux larmes.
Encore plus tard, il s'écrie au cours de l'interview du président Vladimir Poutine à propos de la nature du régime russe : « Allons donc ! Ce n'est pas une démocratie ! ». Ce à quoi le chef du Kremlin rétorque qu'en tant que président, il se doit de décider de la manière dont doit être gouverné le pays.
Son style incisif et intransigeant est alternativement admiré et discuté. Des critiques lui reprochent d'être « trop théâtral », voire à la limite de l'agressivité, même si le caractère pugnace de ses interviews semble être motivé par une quête avide de vérité.
Le 14 mars 2006, Mike Wallace annonce son départ de 60 Minutes à l'âge de 87 ans. Il promet cependant de continuer à faire des reportages occasionnels dans l'émission. En 2007, il interroge Mitt Romney, alors candidat aux primaires républicaines pour l'élection présidentielle américaine de 2008. Il récidive en juin de la même année en interviewant le docteur Jack Kevorkian, défenseur du droit au suicide assisté, à sa sortie de prison. En janvier 2008, il interviewe le joueur de baseball Roger Clemens, alors accusé de dopage. Cette intervention marque sa dernière apparition dans l'émission qu'il quitte définitivement à cause de problèmes de santé.
Il meurt le 7 avril 2012 des suites d'une longue maladie à New Canaan dans le Connecticut, âgé de 93 ans.

### Récompenses
Il reçoit au cours de sa carrière plus de vingt Emmy Awards et obtient sa 21e récompense en 2006 pour son interview du président iranien Mahmoud Ahmadinejad.

### Carrière d'acteur
Mike Wallace apparaît dans la série policière Stand by for Crime (1949) où il joue le rôle du Lieutenant Anthony Kidd. Il tourne dans des séries dramatiques comme Studio One (1953-1955) et General Electric Theater (1955).

### Vie privée
Mike Wallace se marie quatre fois. En 1940, il épouse Norma Kaphan avec qui il a deux enfants : Peter et Christopher. Le couple divorce en 1948. Il se remarie avec Patricia Cobb Chapman, plus connue sous le nom de « Buff Cobb », en 1949, mais ils se séparent en 1953.
Il rencontre Lorraine Perigord, sa troisième épouse, à San Juan, à Puerto Rico, en 1955. Ils restent unis jusqu'en 1983, année de leur séparation.
En 1986, il fait la connaissance de Mary Yates, reporter, avec qui il se marie.
Un de ses fils, Peter Jon Wallace, décède accidentellement le 31 août 1962 au cours d'une randonnée en Grèce. Selon certaines sources, sa disparition aurait décidé Mike Wallace à se consacrer pleinement aux nouvelles, délaissant son métier d'animateur de jeu télévisé.
Son autre fils, Christopher Wallace, est journaliste à Fox News Sunday.